# The Hollywood Matador
O Matador de Hollywood (original: The Hollywood Matador) é um desenho animado da série Pica-Pau produzido em 1942 por Walter Lantz em Tecnicolor e distribuído pela Universal Pictures.  
Foi o primeiro episódio gravado em 1942 e o quinto da série. Este desenho é muito lembrado pelos fãs, sendo também um dos mais engraçados, assim como o episódio Pânico na Cozinha.

## Sinopse
O episódio mostra Pica-Pau na pele de um toureiro durante uma tourada à tarde. O pássaro de 2 quilos e meio enfrenta um touro de 490 kg, chamado Osnar, o Terrível. Durante o evento, o touro tenta aplicar golpes no Pica-Pau, como amassá-lo embaixo da muleta e dar chifradas no bumbum. Mas no final o pássaro enfrenta o touro. Todos acham que é o touro que vai derrotar o Pica-Pau, durante uma corrida em que irá terminar em um batendo de frente ao outro, mas na verdade, o Pica-Pau surpreende ganhando a tourada e vende sanduíches com a carne do touro.

## Elenco

### Versão Americana
- Pica-Pau / Operador de Elevador - Danny Webb
- Narrador da Tourada - Ben Hardaway

### Versão Brasileira
- Pica-Pau: Garcia Júnior
- Operador de Elevador: ?
- Narrador da Tourada: Líbero Miguel
- Estúdio de Dublagem: BKS, São Paulo

## Produção
The Hollywood Matador  marca a última vez  Danny Webb forneceu a voz de Woody. Foi também a primeira entrada da série dirigida pelo animador veterano / diretor Alex Lovy
O título original era "The Mad Matador", mas a Motion Picture Society for the Americas convenceu Lantz a mudar para "The Hollywood Matador". Lantz também foi instado a remover imagens de mexicanos sem sapatos e um dormindo, já que a associação temia que os donos de teatro da América do Sul proibissem o filme.